# Hokejaška liga Islanda
Hokejaška liga Islanda je osnovana 1991. godine.

## Istorija
Hokej je prvi put igran na Islandu oko 1950. godine na rekama i jezercima. Zbog nepovoljne klime, ovaj sport se nije razvijao sve do pred kraj 1980-ih. Prva ledena dvorana je napravljena 1987. godine. Sledeća je napravljena tri godine kasnije. Prva zatvorena dvorana napravljena je 1997, a potom još jedna u 2000.
Hokejaška liga je formirana 1991. sa tri tima. Liga počinje početkom oktobra i završava se u martu ili aprilu.

## Klubovi
- Skejtafelag Akurejrar (SA) u Akurejri
- Skejtafelag Rejkjavikur (SR) u Rejkjaviku
- Bjernin u Rejkjaviku

## Šampioni
| - 1991-1992 - Skejtafelag Akurejrar - 1992-1993 - Skejtafelag Akurejrar - 1993-1994 - Skejtafelag Akurejrar - 1994-1995 - Skejtafelag Akurejrar - 1995-1996 - Skejtafelag Akurejrar - 1996-1997 - Skejtafelag Akurejrar - 1997-1998 - Skejtafelag Akurejrar - 1998-1999 - Skejtafelag Rejkjavikur - 1999-2000 - Skejtafelag Rejkjavikur - 2000-2001 - Skejtafelag Akurejrar |  | - 2001-2002 - Skejtafelag Akurejrar - 2002-2003 - Skejtafelag Akurejrar - 2003-2004 - Skejtafelag Akurejrar - 2004-2005 - Skejtafelag Akurejrar - 2005-2006 - Skejtafelag Rejkjavikur - 2006-2007 - Skejtafelag Rejkjavikur - 2007-2008 - Skejtafelag Akurejrar - 2008-2009 - Skejtafelag Rejkjavikur - 2009-2010 - Skejtafelag Rejkjavikur - 2010-2011 - Skejtafelag Akurejrar |  |  |  |  |